# Kreuzberge (bergskedja)
Kreuzberge är en bergskedja i Schweiz.   Den ligger i distriktet Wahlkreis Werdenberg och kantonen Sankt Gallen, i den östra delen av landet, 150 km öster om huvudstaden Bern.
I omgivningarna runt Kreuzberge växer i huvudsak blandskog. Runt Kreuzberge är det tätbefolkat, med 257 invånare per kvadratkilometer.